# Calm Down, Stalin
Calm Down, Stalin (с англ. — «успокойся, Сталин») — инди-игра в жанре политического симулятора, созданная Cartboard Games и выпущенная 8 сентября 2016 на платформе Windows через Steam. Игра использует игровой движок Unreal Engine 4. 12 сентября 2019 была выпущена VR-версия игры.

## Игровой процесс
Цель игры —  предотвратить вторжение врагов, управляя руками Иосифа Сталина с помощью мышки. Управлять можно только одной рукой одновременно. В кабинете Сталина висят часы, по которым можно отслеживать прогресс вторжения. Пока игрок удерживает палец Сталина над красной кнопкой, стрелки часов идут назад. Если часы подойдут к 12, то раунд закончится поражением игрока; нажатие на кнопку также приведёт к поражению. Со временем игра усложняется введением дополнительных задач: игроку необходимо отвечать на телефонные звонки, бить по мигающей лампе, стрелять во врагов из нагана, прогонять мух и подписывать документы.
В игре есть уровень стресса, который постоянно повышается. Чем выше стресс Сталина, тем хуже точность его движений; при большом уровне стресса его руки начинают дёргаться. Уровень стресса можно снизить курением трубки, выпиванием водки или ударами по груше. Мигающая лампа и летающая муха будут дополнительно увеличивать уровень стресса.

## Оценки
Астрид Джонсон, бывший видеопродюсер Rock, Paper, Shotgun, сочла, что «Calm Down, Stalin — игра, показывающая повседневный стресс Генерального секретаря ЦК КПСС». Кристофер Ливингстон, старший редактор PC Gamer, написал: «Calm Down, Stalin в чём-то даже смешна, учитывая дрожащие руки диктатора, нелепую физику и понимание, что настоящий Сталин мёртв и мёртв навсегда».